# Sympycnus obscuratus
Sympycnus obscuratus är en tvåvingeart som beskrevs av Brethes 1919. Sympycnus obscuratus ingår i släktet Sympycnus och familjen styltflugor. Inga underarter finns listade i Catalogue of Life.